# Borns Bryggeri
Borns Bryggeri är ett industriminne i Born i Alfta socken.
Borns Bryggeri är ett familjeägt svagdrickebryggeri, där produktionen startade 1898. Det utsågs 1998 till Årets industriminne av Svenska Industriminnesföreningen.    År 1914 köptes bryggeriet av Julius Berggren och drevs som ett familjeföretag, med egen tillverkning och med distribution av öl och läskedrycker från andra bryggerier, fram till 1980.
I början av 1900-talet tillverkade Borns Bryggeri ungefär 3.000 liter svagdricka per vecka för lokal konsumtion i trakten runt Alfta. Den levererades i flaskor i träkaggar om fem, tio eller tjugo liter. Högsäsong var jul, påsk och slåttertiden.
Tillverkningen av svagdricka enligt tidigare recept togs åter upp i liten skala 1993 av grundarens sonson Mathias Berggren och drivs under säsong, till stor del baserad på den ursprungliga produktionsutrustningen. Bryggpannan består av ett kopparkar som rymmer 1 500 liter och ligger inmurad ovanpå bryggeriets värmepanna.
År 2018 var det senaste år då svagdricka tillverkades på bryggeriet. Åren 2019 och 2020 tillverkades svagdrickan i Belgien. Sedan 2021 ligger produktionen nere utan besked om den kommer att återupptas.